# باتريك بوين
باتريك بوين (بالألمانية: Patrick Gillman Bowen) (و. 1882 – 1940 م) هو مؤلِّف، وعالم عقيدة، وكاتب، من جمهورية أيرلندا، توفي عن عمر يناهز 58 عاماً.